# Jorie Graham
Jorie Graham (Nueva York, 9 de mayo de 1950) es una renombrada poeta estadounidense. Su obra, entre otros muchos reconocimientos, ha recibido el Premio Pulitzer de Poesía en 1996, por su volumen antológico The Dream of the Unified Field: Selected Poems 1974-1994 y el Forward Price por su libro P L A C E, siendo la primera vez que un autor estadounidense es galardonado con este premio británico.
Según The Poetry Foundation es una de las más destacadas poetas de la generación de postguerra.

## Biografía
Jorie Graham (nombre de nacimiento: Jorie Pepper) nació en la ciudad de Nueva York en 1950. Es hija de Curtis Bill Pepper, corresponsal de guerra y director de la oficina de Roma de la revista Newsweek, y de la escultora Beverly Stoll Pepper. Jorie y su hermano John Randolph Pepper pasaron su infancia en Roma, Italia. Estudió Filosofía en la Sorbona de París, pero fue expulsada por participar en protestas estudiantiles. Completó su trabajo de grado como estudiante de cine en la Universidad de Nueva York y se vio atraída por la poesía durante esa época: Graham ha declarado que su interés se despertó al escuchar casualmente en los pasillos el último pareado de "La canción de amor de J. Alfred Prufrock" de T. S. Eliot. Después de trabajar como secretaria, más tarde recibió su Maestría en Bellas Artes del famoso Taller de Escritores de Iowa en la Universidad de Iowa.
Graham ha ocupado durante mucho tiempo un puesto docente en el Taller de Escritores de Iowa y en la Universidad de Harvard desde 1999, reemplazando al premio Nobel y poeta Seamus Heaney como profesora de Oratoria y Retórica en el Departamento de Lengua y Literatura Inglesa y Estadounidense de esta universidad. Fue la primera mujer en ocupar este puesto.
Tomó el apellido con que firma sus obras de su primer marido, William Welsh Graham. Actualmente está casada con el poeta y pintor Peter M. Sacks, con quien contrajo matrimonio en el año 2000. Durante esa década fue diagnosticada de cáncer de mama y su experiencia con dicha enfermedad es uno de los temas axiales de su poemario “Fast” (2017).

## Trayectoria literaria
Jorie Graham es autora de numerosos poemarios, entre los que destacan The End of Beauty (1987), Region of Unlikeness (1991), The Errancy (1997; traducido al español como La errancia por J. Jiménez Hefferman, 2007, DVD Ediciones), Swarm (2000), Sea Change (2008; traducido por Rubén Martín como Rompiente, Bartleby, 2014), P L A C E (2012; premio Forward Prize), Fast (2017; traducido como Deprisa por Rubén Martín y Antonio F. Rodríguez, Bartleby, 2020), y Runaway (2020). 
Su obra ha sido recopilada en dos antologías: The Dream of the Unified Field: Selected Poems 1974-1994 (1995, Premio Pulitzer de Poesía) y From the New World: Poems 1976–2014 (premio de poesía Los Angeles Times).
En 2017 recibió el Premio Wallace Stevens de la Academia de Poetas Americanos como reconocimiento de “su probada y excepcional maestría  en el arte de la poesía”.

## Influencias
En sus inicios Jorie Graham recibió como principales influencias los poetas W. B. Yeats, Wallace Stevens, T.S. Eliot, John Milton, John Berryman y Emily Dickinson, así como el arte pictórico europeo clásico y el expresionismo abstracto norteamericano. La huella de la pintura en sus primeros libros puede rastrearse en poemas como “San Sepolcro” (de Erosion, 1983), inspirado en un fresco de Piero della Francesca, o “Pollock in Canvas” (de The End of Beauty, 1987), una compleja écfrasis de la técnica de Jackson Pollock.
La filosofía ha sido otro de los campos más transitados por su obra desde su primer libro, Hybrids of Plants and Ghosts (1980), cuyo título procede de un pasaje de Así habló Zaratustra. El diálogo con Nietzsche reaparecería en un poema de The Errancy (1997) titulado “Studies on Secrecy”, donde se menciona explícitamente al pensador alemán. En este mismo libro se encuentran poemas con alusiones directas a Blaise Pascal e indirectas a Gottfried Leibniz, Gilles Deleuze y Emmanuel Levinas. Uno de sus textos más comentados es “Reading Plato” (de Erosion, 1983), que supone una refutación de la teoría de la mímesis de Platón.
También el conocimiento científico es una fuente de inspiración para Graham. El poema “Fuse” de Swarm (2000) ha sido analizado desde el prisma de la teoría del caos, y a partir de Sea Change (2005) se multiplican las referencias a la filosofía de la ciencia, con especial interés en los científicos y pensadores que han analizado la crisis medioambiental como Timothy Morton o Mark Levene.

## Temática y estilo
El poeta y crítico James Tate ha descrito a Jorie Graham como “una poeta de abrumadora inteligencia”. La inusual red de alusiones de su poesía, unida a la intrincada complejidad de su estilo, que aúna las técnicas del Modernism anglosajón y la poesía del lenguaje con despliegues narrativos herederos del monólogo interior de James Joyce y Virginia Woolf, ha adjudicado a Graham cierta reputación de poeta difícil e intelectual, que ha llevado a algunos detractores como el crítico Adam Kirsch a acusarla de “frustrar deliberadamente” al lector. Por el contrario, James Longenbach ha resaltado en el New York Times la apertura que supone su obra respecto a la concepción tradicional de lo poético, así como su compromiso ético: “Durante 30 años, Jorie Graham se ha ocupado del armatoste humano en su totalidad (intelectual, global, doméstica, apocalíptica) en lugar de limitarse a la estrecha porción emocional reservada con mayor frecuencia a los poemas (…).  Al igual que Rilke o Yeats, imagina al poeta hermético como una figura pública, alguien que aborda las cuestiones filosóficas y políticas más urgentes de la época simplemente escribiendo poemas”.
Ejemplos de estas cuestiones urgentes son el trauma colectivo causado por las guerras y el 11-S (en su libro Overlord, de 2005, una reflexión sobre los soldados que lucharon en el Desembarco de Normandía), la vigilancia masiva a través de internet, el auge de la inteligencia artificial y la adicción a las nuevas tecnologías (en Fast) o la denuncia de la práctica de torturas en el poema ‘Guantanamo’, de Sea Change.
Precisamente a partir de este libro, publicado en 2008 (traducido al español con el título de Rompiente, Bartleby, 2014), la obra de Jorie Graham adopta como tema ineludible “la consciencia de un desastre ecológico irreversible”, en palabras de su traductor Rubén Martín. Sea Change y los tres siguientes poemarios, P L A C E, Fast y Runaway, forman una tetralogía -recogida íntegramente en el volumen de 2022 [To] The Last [Be] Human- que aborda la transformación de la naturaleza por la actividad humana y los obstáculos de nuestro entendimiento para asimilar la relevancia del “sistemicidio”. La observación de animales y plantas, una constante en la poesía de Graham, adquiere en estos libros un tono elegíaco. La devastación del ecosistema se vincula poéticamente con la conciencia de la finitud, reflejada en la muerte de los progenitores de la autora y en su propia enfermedad.

## Obras
- Hybrids of Plants and of Ghosts. Princeton University Press. 1980. ISBN 978-0-691-01335-0.
- Erosion. Princeton University Press. 1983. ISBN 978-0-691-01405-0. (requiere registro). «Jorie Graham.»
- The End of Beauty. Ecco Press. 1987. ISBN 978-0-88001-130-3. (requiere registro).
- Region of Unlikeness. Ecco Press. 1991. ISBN 978-0-88001-290-4. (requiere registro).
- Materialism. Ecco. 1993. ISBN 978-0-88001-617-9.
- The Dream of the Unified Field: Selected Poems 1974-1994. HarperCollins. 1995. ISBN 978-0-88001-476-2. (requiere registro).
- The Errancy. Ecco Press. 1997. ISBN 978-0-88001-528-8.
- Photographs and Poems. Photographs Jeannette Montgomery Barron. Scalo. 1998.
- Swarm. HarperCollins. 2000. ISBN 978-0-06-093509-2. (requiere registro).
- Never. HarperCollins. 2002. ISBN 978-0-06-008472-1.
- Overlord. HarperCollins. 2005. ISBN 978-0-06-075811-0.
- Sea Change. HarperCollins. 2008. ISBN 978-0-06-153718-9.
- P L A C E. Ecco Press. 2012. ISBN 9780062190642
- From The New World: Poems 1976-2014. Ecco Press. 2015. ISBN 9780062315403
- Fast. Ecco Press. 2017. ISBN 9780062663481.
- Runaway. Ecco Press. 2020. ISBN 9780063036703.
- [To] The Last [Be] Human. Copper Canyon. 2022. ISBN 9781556596605.
- To 2040. Cooper Canyon. 2023. ISBN 9781556596773.

## Traducciones al español
- La errancia (traducción de The Errancy por Julián Jiménez Hefferman), DVD Ediciones, Barcelona, 2007. ISBN 9788496238633.
- Rompiente (traducción de Sea Change por Rubén Martín), Bartleby Editores, Madrid, 2014. ISBN 9788492799695.
- Deprisa (traducción de Fast por Rubén Martín y Antonio F. Rodríguez), Bartleby Editores, Madrid, 2020. ISBN 9788412013276.

## Premios y distinciones
| Año  | Libro                                                | Premio                                      | Resultado |
| ---- | ---------------------------------------------------- | ------------------------------------------- | --------- |
| 1985 |                                                      | Whiting Award de poesía                     | Ganadora  |
| 1991 | Region of Unlikeness                                 | Premio de poesía Los Angeles Times          | Finalista |
| 1994 | Materialism: Poems                                   | Premio de poesía Los Angeles Times          | Finalista |
| 1996 | Dream of the Unified Field: Selected Poems 1974-1994 | Premio de poesía Los Angeles Times          | Finalista |
| 1996 | Dream of the Unified Field: Selected Poems 1974-1994 | Pulitzer Prize de Poesía                    | Ganadora  |
| 2008 | Sea Change: Poems                                    | Premio de poesía Los Angeles Times          | Finalista |
| 2012 | P L A C E                                            | Forward Prize de Poesía                     | Ganadora  |
| 2012 | P L A C E                                            | T. S. Eliot Prize                           | Finalista |
| 2012 |                                                      | Neustadt International Prize for Literature | Finalista |
| 2015 | From the New World: Poems 1976–2014                  | Premio de poesía Los Angeles Times          | Ganadora  |
| 2017 |                                                      | Premio Wallace Stevens                      | Ganadora  |

Otras distinciones recibidas por Graham son:
- Beca Guggenheim (1982)
- Beca MacArthur (1990)
- International Nonino Prize (2013)